# Ōta-Kunstmuseum für Ukiyo-e

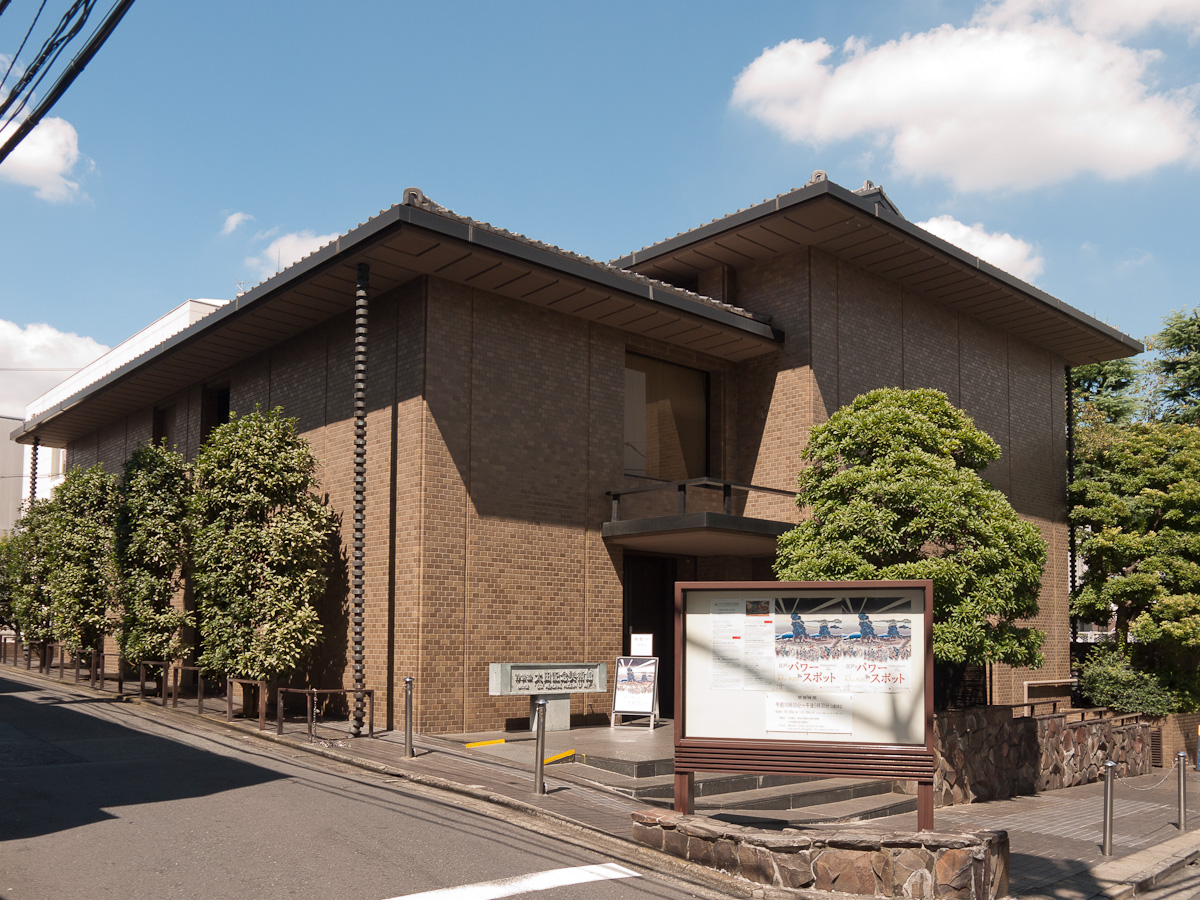
Ōta-Kunstmuseum für Ukiyo-e

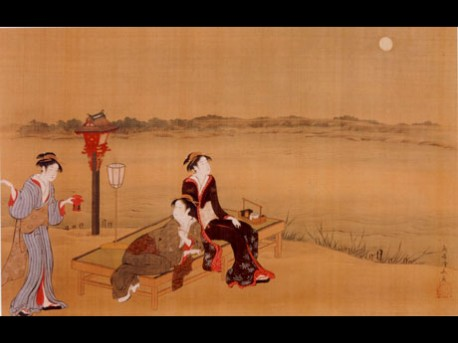
Torii Kiyonaga: „Im Mondlicht am Massaki“

Das Ōta-Kunstmuseum für Ukiyo-e (japanisch 浮世絵　太田記念美術館, Ukiyo-e Ōta Kinen Bijutsukan) in Harajuku, Shibuya, Tokio ist ein privates Museum, das eine umfangreiche Sammlung von Ukiyoe-Kunst besitzt.

## Übersicht
Aus dem Nachlass von Ōta Seizō (太田 清蔵; 1893–1977), Präsident der Tōhōseimei-Versicherungsgesellschaft, wurde ab November 1977 für dessen Ukiyoe-Sammlung im Gebäude der Gesellschaft ein vorläufiges Museum einrichtet. Dann fand man im Stadtteil Harajuku, der eher für seine zahlreichen, gut besuchten Mode-Boutiquen bekannt ist, in einer stillen Nebenstraße einen geeigneten Platz für ein Museum. Das im japanischen Stil gebaute Haus wurde dann im Januar 1980 eröffnet. Das in Stahlbeton ausgeführte Gebäude steht auf einer Grundfläche von 776 m². Die Ausstellungsräume belegen zwei Stockwerke, im Untergeschoss befindet sich ein Raum für audiovisuelle Darbietungen.
Ōta hatte über ein halbes Jahrhundert Ukiyoe-Kunst gesammelt und eine umfangreiche Sammlung des Ukiyo-e von Beginn bis zum Ende im 19. Jahrhundert zusammengetragen. Sie umfasst
- 10.000 Ukiyoe-Drucke, darunter 10 Drucke von Sharaku und 30 Drucke von Kitagawa Utamaro,
- 600 Ukiyoe-Gemälde, darunter 15 Gemälde von Kaiketsudō Ando,
- 200 Druckstöcke,
- 900 im Ukiyoe-Stil bemalte Fächer (Es handelt sich dabei um die vormalige Kōnoike-Sammlung).

Aus der Sammlung werden jeweils 60 bis 70 Werke gezeigt.